# Chłopiec w pasiastej piżamie
Chłopiec w pasiastej piżamie (ang. The Boy in the Striped Pyjamas) – amerykańsko-brytyjski film z 2008 roku. Reżyserem i scenarzystą filmu jest Mark Herman. Film jest adaptacją książki Johna Boyne’a pod tym samym tytułem, wydanej w 2006 roku.
Serwis Rotten Tomatoes przyznał mu wynik 63%.
Film kręcono na Węgrzech (w Budapeszcie) od 29 kwietnia do lipca 2007 roku.

## Opis fabuły
Akcja filmu umieszczona jest w czasach II wojny światowej. Ośmioletni Bruno wraz z rodzicami i starszą siostrą mieszka w Berlinie. Pewnego dnia jego ojciec zostaje mianowany komendantem obozu zagłady i cała rodzina przeprowadza się na wieś. W nowym miejscu zamieszkania Bruno nie ma żadnych kolegów i całymi dniami się nudzi. Jedyne jego zajęcia to czytanie książek przygodowych i huśtanie na własnoręcznie zrobionej huśtawce. Podczas odkrywania okolicy Bruno poznaje ośmioletniego Żyda – Szmula, który jest więźniem obozu zagłady. Między chłopcami zawiązuje się szczególna nić porozumienia. Nie przeszkadzają im różnice społeczne, ideologiczne ani drut kolczasty, który ich dzieli. Film pokazuje życie obozowe z perspektywy małego dziecka, które nie wszystko rozumie.

## Obsada
Źródło
- Asa Butterfield – Bruno
- Jack Scanlon – Szmul
- Vera Farmiga – Matka
- David Thewlis – Ojciec
- David Hayman(inne języki) – Paweł
- Henry Kingsmill – Karl
- Zac Mattoon O'Brien – Leon
- Cara Horgan(inne języki) – Maria
- Sheila Hancock(inne języki) – Babcia
- Richard Johnson(inne języki) – Dziadek
- Amber Beattie(inne języki) – Gretel
- Rupert Friend – Porucznik Kotler
- Jim Norton – Pan Liszt
- Béla Fesztbaum(inne języki) – Schultz
- László Áron(inne języki) – Lars

Rupert Friend początkowo nie chciał grać porucznika Kotlera, gdyż był zszokowany brutalnością tej postaci.

## Nagrody
Vera Farmiga (odtwórczyni roli matki Brunona) dostała za swoją rolę nagrodę British Independent Film Awards. Poza tym była ona jedyną Amerykanką na planie filmu.

## Kontrowersje
Krytycy zarzucają filmowi, że jego fabuła zawiera wiele nieścisłości historycznych, błędnie przedstawiając poziomu świadomości młodych Niemców na temat wojny i Holokaustu.
Muzeum Auschwitz oficjalnie skrytykowało Chłopca w pasiastej piżamie podkreślając, że tego typu produkcje mogą wprowadzać w błąd, jeśli są wykorzystywane jako narzędzie edukacyjne.